# Erik XIV.
Erik XIV. (Erik XIV) je v pořadí třetí historickou hrou, kterou Strindberg napsal během čtyř měsíců koncentrované tvůrčí práce na jaře a v létě roku 1899. Hra je součástí tzv. „vasovské trilogie“ (dramata Mistr Olof, Gustav Vasa a Erik XIV.), která zobrazuje období švédských dějin od roku 1523–1568, tedy události od nástupu Gustava Vasy na trůn až po vládu Erika XIV.
Strindberg napsal svou první historickou hru už v roce 1872 (Mistr Olof). Měl však problémy s jejím uvedením, a tak od psaní dramat s historickou tematikou na čas upustil. Vrátil se k nim po své tvůrčí krizi v 90. letech 19. století. Jeho pozdější přání vydat Erika XIV. v jednom svazku společně s Mistrem Olofem a Gustavem Vasou nebylo ze strany nakladatelství (C. E. Gernandt) vyhověno, a hra tedy vyšla v listopadu 1899 samostatně. Zajímavé je, že ještě před švédským vydáním vyšla v Kodani a v Kristiánii (dnešní Oslo) dánsko-norská verze v překladu Viggo Adlera.
30. listopadu 1899 byla hra poprvé uvedena na scéně Švédského divadla ve Stockholmu, kde se udržela na repertoáru až do ledna 1900 a zažila celkem třicet čtyři repríz. Kritikům se zdála provokativní a sporná, publiku se však líbila. Do češtiny byla přeložena až v roce 1977 Janem Rakem a nikdy se na území České republiky nehrála.
Hra je členěna do čtyř dějství a vystupuje v ní celkem 20 postav. Hlavními postavami jsou král Erik a jeho rádce Göran Persson. Sekretář je královým pragmatickým protipólem. Vše, co Erik zkazí, Göran diplomaticky napraví.

## Děj
Erik XIV. si chce vzít za ženu královnu Alžbětu. Ta ho však odmítne, proto uvažuje o Kateřině Polské. O té se ale dozvídá, že se tajně provdala za jeho nevlastního bratra Jana. Prokurátor Göran toho využije a prohlásí, že se vévoda tímto svévolným činem provinil proti Arbogským článkům, a k tomu vešel ve spojení s cizí mocností. Jan je tedy stavy odsouzen za velezradu k trestu smrti. Erik mu však udělí milost. Janova soudu využije Göran k tomu, aby se zbavil Sturů. Za to, že Jana oslavují, je nechá zatknout a ve vězení popravit. Po tomto činu proti Erikovi povstanou vévodové Jan a Karel a na jeho svatbě s konkubínou Karin ho společně z Göranem zadrží. Jan následně převezme moc nad švédským královstvím.
Druhou dějovou linií je vztah Erika s Karin. Karin je z nízkého původu, a přesto že má s Erikem dvě děti, není jeho právoplatnou manželkou. Proto ji zavrhla vlastní rodina. Svůj vztah k Erikovi charakterizuje Karin jako povinnost, protože král je v její přítomnosti klidnější a důstojnější. Má ho ráda jako dítě, dokonce ho nazývá jménem své panenky „Bledulka Bezoká“. Erik Karin i své děti miluje, v důsledku svých psychických výkyvů se však chová nevypočitatelně. Poté, co Karin odlákána Sturovci s dětmi uprchne a znovu se vrátí, si ji Erik nakonec vezme za ženu.

## O díle
Erik XIV. je drama jednotlivce, který nemá dispozice k tomu, aby vládl. Hlavním motivem je souboj o moc. K posunu děje využíval Strindberg minizápletky – např. dítě zabalí svou panenku do papíru, na kterém je připravena Erikova řeč s usvědčujícími důkazy proti Sturům. S historickou látkou zacházel autor volněji ve prospěch nosných dramatických konfliktů. Historické informace čerpal z Vyprávění ze švédských dějin (Berättelser ur svenska historien, 1885) a z Pověstí švédského národa, (Svenska Folkets Sago-Häfder, 1853). Nešlo mu o historickou věrnost, ale o plastické vykreslení postav, na jejichž výstavbu aplikoval dobové znalosti psychologie. V centru se nachází člověk, historie zůstává v pozadí.
Sám Strindberg nazval tuto svou hru „studií bezcharakterního člověka“. Švédský historik Harald Hjarne napsal, že Strindbergovy historické postavy se „pohybují v atmosféře soukromých a subjektivních citů a o velké politice rokují jako o něčem naprosto cizím.“
Skutečný Erik XIV. trpěl pravděpodobně schizofrenií. Ve Strindbergově podání však není šílený, ale má rozháranou povahu. Jedná se o ješitného, egocentrického, dětinského a nerozhodného člověka zmítaného náhlými stavy mysli. Také postavu Görana Perssona si Strindberg upravil. Podle historických pramenů to byl krutý a bezohledný člověk, v jeho podání má i sympatické rysy.
Strindbergovým vzorem v psaní historických her byl Shakespeare, a skutečně zde můžeme nalézt hned několik shakespearovských motivů: hlavní postavou je panovník, závažnost děje je odlehčena komickými výstupy lidových postav (např. Mostný, Peder Welamson), motiv šílenství vedoucí k vraždě a její zprostředkování v králově monologu připomíná tragédii Macbeth.
Pro Strindberga typický nadhled nad lidským konáním se realizuje v závěrečných replikách hry:
MARIE
Maminko, nebude už brzy konec?
VÉVODA KAREL
(s úsměvem) Ne, mé dítě, životní boje nikdy nekončí.
Strindbergovy historické hry nebyly nikdy tak úspěšné jako jeho tvorba naturalistická a expresionistická. Přesto se některá z historických dramat nadále hrají i ve světě. Mezi nejpopulárnější patří právě psychologicky strhující Erik XIV. a historicky nevěrohodná, leč herecky vděčná Kristina.